# Exocelina casuarina
Exocelina casuarina  (лат.) — вид жуков-плавунцов рода Exocelina (Copelatinae, Dytiscidae).

## Распространение
Остров Новая Гвинея: Папуа — Новая Гвинея (Papua New Guinea: Nabire Regency, 62 km of road Nabire to Enarotali, ca 03°30.936'S, 135°42.945'E, на высоте 250 м).

## Описание
Мелкие водные жуки красновато-коричневого цвета (ноги светлее), длина тела около 4 мм (от 3,6 до 4,05 мм), округло-овальной вытянутой формы тела; матовые. Усики 11-члениковые. Пронотум короткий, надкрылья без бороздок. Крылья хорошо развиты. Связаны с водой. Вид был впервые описан в 1998 году, а его валидный статус подтверждён в ходе ревизии, проведённой в 2018 году австрийским колеоптерологом Еленой Владимировной Шавердо (Helena Vladimirovna Shaverdo; Naturhistorisches Museum Wien, Вена, Австрия) и немецким энтомологом М. Балком (Michael Balke; Zoologische Staatssammlung München, Мюнхен Германия). Включён в состав видовой группы Exocelina casuarina-group, в которой сходен с видами Exocelina fume и Exocelina ibalimi.